# Resultados do Carnaval de Bauru
Lista de resultados do Carnaval de Bauru.

## 2011
| Escolas              | Escolas                         | Escolas | Escolas |
| Colocação            | Escola                          | Pontos  | Ref.    |
| -------------------- | ------------------------------- | ------- | ------- |
| 1º                   | Azulão do Morro                 | 173     | [ 1 ]   |
| 2º                   | Acadêmicos do Cartola           | 171     | [ 1 ]   |
| 3º                   | Tradição da Zona Leste          | 163     | [ 1 ]   |
| 4º                   | Águia de Ouro                   | 148     | [ 1 ]   |
| 5º                   | Coroa Imperial da Grande Cidade | 143     | [ 1 ]   |
| Blocos carnavalescos |                                 |         |         |
| Colocação            | Bloco                           | Pontos  | Ref.    |
| 1º                   | Pé de Varsa                     | 92      | [ 1 ]   |
| 2º                   | Beija-Flor/Periferia Legal      | 89      | [ 1 ]   |
| 3º                   | Unidos do Samba                 | 88      | [ 1 ]   |
| 4º                   | É Isso Memo                     | 77      | [ 1 ]   |
| 5º                   | Ouro Verde 100% Arte/Yauaretê   | 71      | [ 1 ]   |
| 6º                   | Unidos do Jardim Petrópolis     | 68      | [ 1 ]   |

## 2012
| Escolas   | Escolas                | Escolas | Escolas |
| Colocação | Escola                 | Pontos  | Ref.    |
| --------- | ---------------------- | ------- | ------- |
| 1º        | Acadêmicos do Cartola  | 179,5   | [ 2 ]   |
| 2º        | Tradição da Zona Leste | 177,5   | [ 2 ]   |
| 3º        | Coroa Imperial         | 167     | [ 2 ]   |
| 4º        | Azulão do Morro        | 164,5   | [ 2 ]   |
| 5º        | Águia de Ouro          | 161     | [ 2 ]   |

## 2013
| Escolas   | Escolas                | Escolas | Escolas |
| Colocação | Escola                 | Pontos  | Ref.    |
| --------- | ---------------------- | ------- | ------- |
| 1º        | Acadêmicos do Cartola  | 179,5   | [ 3 ]   |
| 2º        | Águia de Ouro          | 174     | [ 3 ]   |
| 3º        | Tradição da Zona Leste | 170,5   | [ 3 ]   |
| 4º        | Azulão do Morro        | 165,5   | [ 3 ]   |
| 5º        | Coroa Imperial         | 165     | [ 3 ]   |

## 2014
| Escolas              | Escolas                      | Escolas | Escolas         | Escolas           |
| Colocação            | Escola                       | Pontos  | Nota            | Ref.              |
| -------------------- | ---------------------------- | ------- | --------------- | ----------------- |
| 1º                   | Acadêmicos do Cartola        | 180     |                 | [ 4 ] [ 5 ] [ 6 ] |
| 2º                   | Águia de Ouro                | 176     |                 | [ 4 ] [ 5 ] [ 6 ] |
| 3º                   | Coroa Imperial               | 171     |                 | [ 4 ] [ 5 ] [ 6 ] |
| *                    | Imperatriz da Bela Vista     | *       | Desclassificada | [ 4 ] [ 5 ] [ 6 ] |
| Blocos carnavalescos |                              |         |                 |                   |
| Colocação            | Bloco                        | Pontos  | Desempate       | Ref.              |
| 1º                   | Pé de Varsa                  | 98,5    | Samba-enredo    | [ 4 ] [ 5 ] [ 6 ] |
| 2º                   | Estrela do Samba de Tibiriçá | 98,5    |                 | [ 4 ] [ 5 ] [ 6 ] |
| 3º                   | Ouro Verde 100% Arte         | 88      |                 | [ 4 ] [ 5 ] [ 6 ] |

## 2015
| Escolas              | Escolas                       | Escolas                                       | Escolas         | Escolas |
| Colocação            | Escola                        | Pontos                                        | Nota            | Ref.    |
| -------------------- | ----------------------------- | --------------------------------------------- | --------------- | ------- |
| 1º                   | Acadêmicos do Cartola         | 178,6                                         |                 | [ 7 ]   |
| 2º                   | Mocidade Unida da Vila Falcão | 177,8                                         |                 | [ 7 ]   |
| 3º                   | Águia de Ouro                 | 176,8                                         |                 | [ 7 ]   |
| 4º                   | Coroa Imperial                | 174,8                                         |                 | [ 7 ]   |
| 5º                   | Azulão do Morro               | 172,7                                         |                 | [ 7 ]   |
| 6º                   | Tradição da Zona Leste        | 171,4                                         |                 | [ 7 ]   |
| 7º                   | Tradição da Bela Vista        | 152,6                                         |                 | [ 7 ]   |
| 8º                   | Imperatriz da Bela Vista      | Menos de 15% do número de componentes exigido | Desclassificada | [ 7 ]   |
| Blocos carnavalescos |                               |                                               |                 |         |
| Colocação            | Bloco                         | Pontos                                        | *               | Ref.    |
| 1º                   | Império da Lagoa do Sapo      | 99                                            |                 | [ 7 ]   |
| 2º                   | Pé de Varsa                   | 98,7                                          |                 | [ 7 ]   |
| 3º                   | Estrela do Samba de Tibiriçá  | 95,9                                          |                 | [ 7 ]   |

## 2016
| Escolas   | Escolas                       | Escolas                                   | Escolas         | Escolas |
| Colocação | Escola                        | Pontos                                    | Nota            | Ref.    |
| --------- | ----------------------------- | ----------------------------------------- | --------------- | ------- |
| 1º        | Mocidade Unida da Vila Falcão | 177,7                                     |                 | [ 8 ]   |
| 2º        | Acadêmicos da Cartola         | 176,9                                     |                 | [ 8 ]   |
| 3º        | Coroa Imperial                | 176,3                                     |                 | [ 8 ]   |
| 4º        | Águia de Ouro                 | 176,8                                     |                 | [ 8 ]   |
| 5º        | Tradição da Zona Leste        |                                           |                 | [ 8 ]   |
| 6º        | Azulão do Morro               |                                           |                 | [ 8 ]   |
| *         | Tradição da Bela Vista        | Menor número de componentes que o exigido | Desclassificada | [ 8 ]   |

## 2017

### Escolas de samba
- 1- Mocidade Unida da Vila Falcão - 178.9 pontos.
- 2- Acadêmicos do Cartola - 178.4
- 3- Azulão do Morro - 176.9 pontos.[9]

### Blocos
- 1- Esquadra da Indepa - 99.5 pontos.

## 2018

### Escolas de samba
- 1- Acadêmicos do Cartola [10]
- 2-Mocidade Unida da Vila Falcão
- 3-Tradição da Zona Leste
- 4 Coroa Imperial da Grande Cidade

### Blocos
- 1- Pé de Varsa
- 2- Estação Primavera
- 3- Estrela do Samba de Tibiriçá

## 2019

### Escolas de samba
| Escolas   | Escolas                                 | Escolas | Escolas                                                          | Escolas |
| Colocação | Escola                                  | Pontos  | Nota                                                             | Ref.    |
| --------- | --------------------------------------- | ------- | ---------------------------------------------------------------- | ------- |
| 1º        | Mocidade Unida da Vila Falcão           |         |                                                                  | [ 11 ]  |
| 2º        | Acadêmicos da Cartola                   |         |                                                                  | [ 11 ]  |
| 3º        | Tradição da Zona Leste e Coroa Imperial |         |                                                                  | [ 11 ]  |
| 5º        | Tradição da Bela Vista                  |         | desclassificada por não apresentar número mínimo de componentes. | [ 11 ]  |

### Blocos
| Blocos    | Blocos                       | Blocos | Blocos | Blocos |
| Colocação | Bloco                        | Pontos | Nota   | Ref.   |
| --------- | ---------------------------- | ------ | ------ | ------ |
| 1º        | Estrela do Samba de Tibiriçá | 98,90  |        | [ 11 ] |
| 2º        | Pé de Varsa                  | 98,60  |        | [ 11 ] |
| 3º        | Esquadra da Indepa           | 98,20  |        | [ 11 ] |
| 5º        | OS Farofeiros                | 97,90  |        | [ 11 ] |
| 6º        | Estação Primeira             | 97,10  |        | [ 11 ] |
| 7º        | Ouro Verde 100% Arte         | 93,00  |        | [ 11 ] |
| 8º        | Estação Primeira de Agosto   | 92,80  |        | [ 11 ] |

## 2020

### Escolas de samba
| Escolas   | Escolas                       | Escolas | Escolas | Escolas |
| Colocação | Escola                        | Pontos  | Nota    | Ref.    |
| --------- | ----------------------------- | ------- | ------- | ------- |
| 1º        | Acadêmicos da Cartola         |         |         | [ 12 ]  |
| 2º        | Mocidade Unida da Vila Falcão |         |         | [ 12 ]  |
| 3º        | Tradição da Zona Leste        |         |         | [ 12 ]  |
| 4º        | Coroa Imperial                |         |         | [ 12 ]  |

### Blocos
- 1- Estação Primavera.[13]